# Ad gentes divinitus

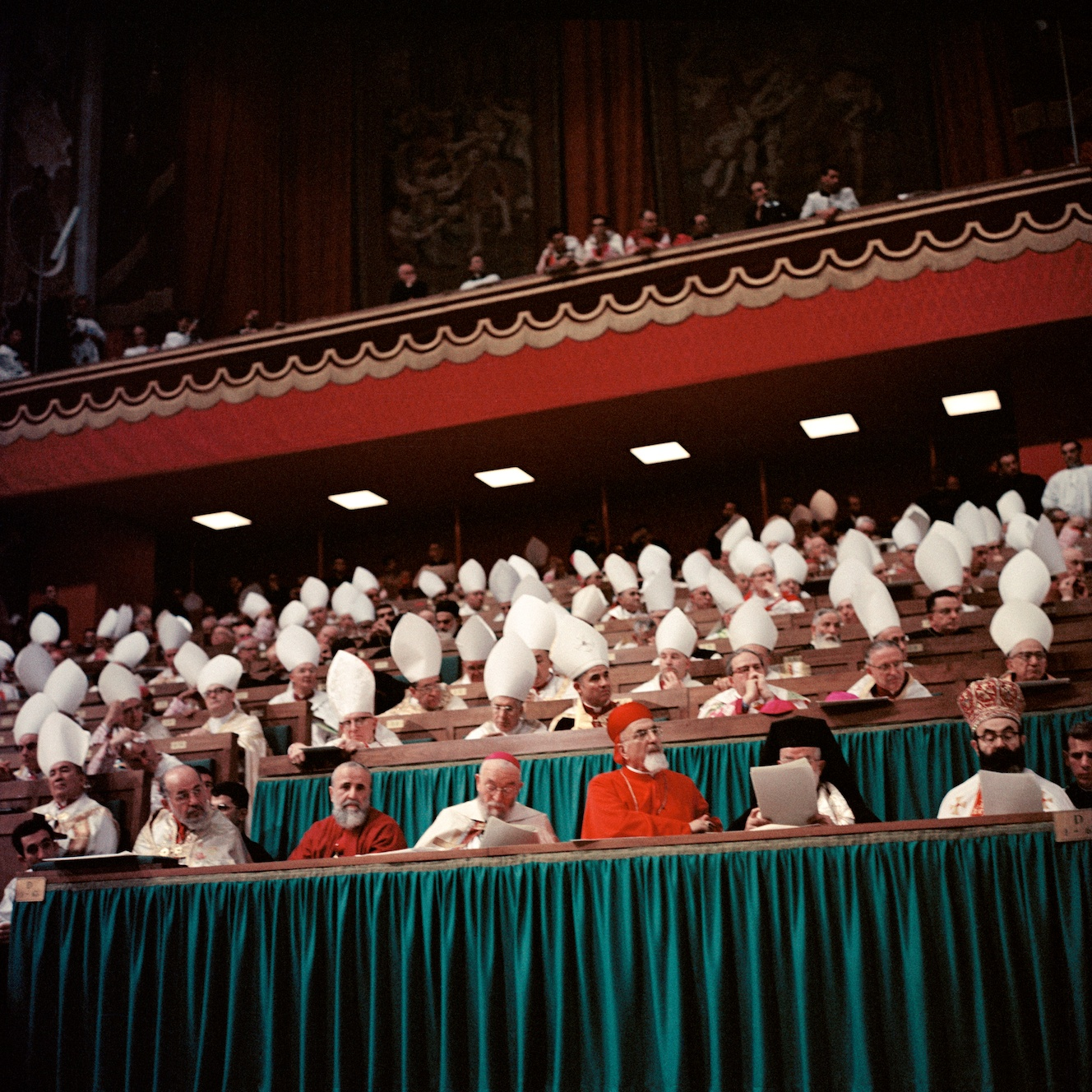
Obrady Soboru Watykańskiego II.

Ad gentes divinitus – dekret soboru watykańskiego II o działalności misyjnej Kościoła. Uchwalony przez zgromadzenie biskupów w głosowaniu (stosunkiem 2394:5), ogłoszony przez Pawła VI 18 listopada 1965.

## Zawartość
- Wstęp
- Rozdział I: Zasady doktrynalne
- Rozdział II: Dzieło misyjne
- Rozdział III: Kościoły partykularne
- Rozdział IV: Misjonarze
- Rozdział V: Organizacja działalności misyjnej
- Rozdział VI: Współpraca
- Zakończenie